# Harry Houdini
Harry Houdini (Budimpešta, Mađarska, 24. ožujka 1874. – Detroit, Michigan, SAD, 31. listopada 1926.) američki iluzionist. Rođen pod imenom Erik Weisz. Najpoznatiji po svojim trikovima oslobađanja iz nemogućih situacija poput zatvorenih spremnika ispunjenih vodom dok su mu svi udovi zavezani lancima. Jedan od najpoznatijih iluzionista u povijesti čiji život i smrt i danas budi mnoge nedoumice. 

## Biografija

### Rani život
Za života, a i mnogo godina nakon, biografi su se sporili oko datuma, pa i mjesta njegova rođenja. On je tvrdio da je rođen u Americi, u Appletonu, gradu u državi Wisconsin, no pokazalo se da to nije točno. Tek je poslije pronađen rodni list iz kojeg se vidi daje rođen 24. ožujka 1874. u Budimpešti te da mu je pravo ime Erik Weisz (po nekim izvorima može se pisati i Erich Weiss). Njegovi roditelji, mađarski Židovi, emigrirali su u Ameriku 3. srpnja 1878., kad su njihovom sinu bile četiri godine. U useljeničkim knjigama njegovo je ime zapisano kao Erich Weiss. Uz dotadašnji nadimak Ehrie, obitelj ga je počela zvati i amerikaniziranim imenom Harry.
Budući slavni magičar bio je jedan od šestero djece rabina Mayera Samuela Weisza i Cecilije Steiner, koji su osim njega imali i sinove Theodora, Leopolda, Nathana i Williama te kćer. Roditelji su se često svađali pa su djeca trpjela. Nije ni čudno što je Harry, najosjetljiviji među njima, kao tinejdžer nekoliko puta bježao od kuće, zabrinutoj majci slao razglednice koje je potpisivao s "tvoj sin bjegunac" i opet se vraćao kući.
Osim obiteljskim svađama, Houdinijevo djetinjstvo bilo je obilježeno i siromaštvom. Situacija se nije ništa popravila ni kad su djeca odrasla jer su se i oni međusobno svađali, a netrpeljivost je došla do vrhunca kad se Sadie, supruga Harryjevog brata Natahana, razvela od njega i samo dva tjedna kasnije udala za drugog brata, Leopolda.
U to doba Weiszovi više nisu živjeli u Appletonu, nego u New Yorku, gdje su se preselili nakon što su dobili američko državljanstvo. Erich je kao tinejdžer radio kao električar, krojač i fotograf, a prvi nastup, koji je najavio po čemu će se proslaviti, održao je kao devetogodišnjak. S prijateljima iz susjedstva osnovao je dječji cirkus, u kojem je, s crvenim čarapama na nogama nastupao na improviziranom trapezu, pod umjetničkim imenom Leteći princ.
Za šegrtovanja kod jednog bravara naučio je mnogo toga što će mu pomoći u kasnijoj karijeri. Ta je bravarska radnja, naime, bila smještena uz policijsku postaju, a kako jednom prilikom policajci nikako nisu mogli otključati lisičine nekom zatvoreniku, jer se kljućić zaglavio u bravi, otišli su najbližem bravaru. Budući da je vlasnik otišao na ručak, u radnji je bio samo mali Erich koji je svojim dječjim prstićima, komadom žice, za samo nekoliko minuta otključao lisičine.

### Prvi nastupi
Policajci, a i oslobođeni zatvorenik, zapljeskali su dječaku, a on se poslije često prisjećao tog pljeska i lijepog osjećaja koji je taj pljesak pobudio u njemu. Zato je jedva dočekao priliku da nauči neke trikove i okuša se kao iluzionist, smatrajući da je takav posao mnogo bolji od rada u tvornici ili nekoj zanatskoj radnji. Kod kuće je vježbao trikove s kartama i otključavanje raznih brava, pa se potom udružio s već poznatim magičarem Jackom Hymanom, koji je u Harryju prepoznao nadarenog mladića. Kad je njegovom partneru dosadilo nastupati u kavanama i malim kazalištima, zamijenio ga je Harryjev brat Theodore, poslije poznat kao Hardeen, pa su braća počela nastupati pod imenom Houdini Brothers. Tada 20-godišnji Harry je, naime, uz amerikanizirani nadimak dodao i prezime po svom uzoru, Jeanu Eugeneu Robert-Houdinu, francuskom iluzionistu iz 19. stoljeća, te je nagovorio i brata da se i on počne tako nazivati. Mnogo godina kasnije i službeno je promijenio prezime, iako je svog idola u međuvremenu prozvao šarlatanom.

### Brak
Tada je već bio u braku s Wilhelminom Beatrice Rahner, koju je upoznao 1893. poslije neke svoje predstave. Mora da su se oboje strastveno i brzo zaljubili jedno u drugo jer su se vjenčali samo tri tjedna kasnije, prvi put tajno, jer je Wilhelmina, koju je on po njezinom drugom imenu zvao Bess, bila katolkinja pa je Houdini znao da njegov otac ne bi odobrio taj brak. Nešto kasnije su se vjenčali u sinagogi, a potom i treći put, u katoličkoj crkvi.
Houdiniju je bilo samo 19 godina kad se oženio, još je stvarao karijeru, a Bess mu je pomagala, ne samo kao supruga nego i kao partnerica na pozornici. Njihov brak bio je neraskidiv, iako su nosili težak teret - nisu imali djece. Navodno su oboje zbog toga patili, a Houdini je posljednje godine života često izrađivao fotografske portrete veselih i bezbrižnih dječjih lica. Mediji su pisali da je impotentan, drugi, pak, da ona ne može zanijeti. Po nekim glasinama, Houdini je varao Bess sa suprugom svog slavnog prijatelja, pisca Jacka Londona, no to nikada nije bilo potvrđeno. Njihovi prijatelji također tvrde da ne mogu zamisliti Houdinija u takvoj situaciji te navode kako se često šalio da ga se Bess neće riješiti ni ako on umre prije nje jer će se vratiti na ovaj svijet iz zagrobnog života i potražiti je. Bess je, pak, bila atraktivna žena i mnogima nije bilo jasno što je vidjela u Houdiniju, koji je bio nizak, neugledan i neobrazovan. Možda su je privukle njegove prodorne sivoplave oči na licu uokvirenom kovrčavom crnom kosom iz kojih je zračilo samopouzdanje.
Kako god bilo, Houdini je kao 20-godišnjak bio oženjen, imao je posao i zarađivao je sve bolje jer je stalno smišljao nove atraktivne trikove. Kao Houdiniji, Harry i Bess gostovali su po američkim putujućim cirkusima izvodeći trikove s kartama ili, pak, točku u kojoj bi Bess "nestala". No, kad u jednom razdoblju nisu mogli dobiti nove angažmane, Houdini je 1898., nakon kratkotrajne malodušnosti, dao oglas u novine u kojem je ponudio da će prodati sve svoje trikove za 20 dolara.
Nije našao kupca, ali je dobio novi posao. Igrom slučaja je dobio priliku da nauči voziti avion, a kako je bio veoma spretan i sve mu je polazilo za rukom, zaposlio se kao pilot te postao prvi čovjek koji je uspio preletiti Australiju.
- Ako me ne upamte po fantastičnim trikovima, bar će me povijest pamtiti kao avijatičara - rekao je tada, na svoj uobičajeno neskroman način.

### Oslobađanja iz lanaca i zatvora
Ipak, nije zaboravio na magičarsku karijeru, a sreća mu se napokon osmjehnula pet godina poslije, u nekoj pivnici u Minnesoti. Ondje je, naime, izvodio točku u kojoj ga netko - u tom slučaju vlasnik pivnice Martin Beck - zaveže u lance, a kad se za nekoliko minuta oslobodio, Beck se oduševio. Budući da je osim pivnice imao i putujući cirkus Orpheum, ponudio je Houdiniju posao uz plaću od 60 dolara tjedno, što je tada bio velik novac. Njegov cirkus bio je poznat u Americi pa je Houdini u njemu privukao veliku pozornost. Nakon turneje po velikim gradovima, cijela je Amerika brujala o čovjeku kojeg "nikakvi lanci ne mogu sputati".
Zvali su ga i "kraljem lisičina", a svoj zvjezdani status potvrdio je godinu kasnije kad je prvi put otišao na europsku turneju. Ondje je u svakom gradu izazivao lokalnu policiju da ga sveže i stavi u ćeliju iz koje bi on potom uspješno pobjegao. Naravno, policajci su svaki put pokušavali smisliti način da ga onemoguće da otključa lisičine, no uvijek neuspješno. Čak su ga prije zavezivanja pretraživali, ne bi li pronašli skrivena nekakva pomagala za bijeg, no nisu ništa nalazili.
Na prijelazu stoljeća, tada 26-godišnji Houdini, postao je najuspješniji svjetski magičar koji je zarađivao mnogo pa je poslije smrti njegova udovica naslijedila pola milijuna dolara. Zvali su ga umjetnikom među iluzionistima, a publika je hrlila na njegove spektakularne nastupe na kojime se oslobađao od lisičina, luđačkih košulja, užadi, pa čak i iz zloglasnog vošingtonskog zatvora u kojem je robijao Charles Guiteau, ubojica američkog predsjednika Jamesa Garfielda. Onamo ga je pozvao upravitelj zatvora, da provjeri sigurnost smještaja najokorjelijih zločinaca. Houdini je i odatle pobjegao bez problema.

### Bježanja iz zaključanih spremnika ispunjen vodom
Početkom 1908. Houdini ja su svi pokušavali imitirati. Odustao je,  stoga, od bjegova iz zatvora, pa je smislio novu atraktivnu točku: bjeg iz zaključanog spremnika, napunjenog vodom. Najslavniji trik iz te serije izveo je 1913. kad se dao zaključati u spremnik od čelika i stakla, ispunjen vodom, u kojem je on visio glavom prema dolje. Trebalo mu je samo tri minute da otključa lisičine te bravu na spremniku i oslobodi se.
U to vrijeme mnogi su tvrdili da "nitko živ ne može izvesti takve trikove", pa su mu pripisivali nadnaravne moči, a on je, pak, u želji da demantira takve glasine, objavio knjigu "Handcuff Secrets" (Tajne lisičina) u kojoj je objasnio svoje trikove. U njoj je otkrio daje uvijek imao "skriveni adut".
- Za otključavanje brava koristim snagu mišica, konjsku dlaku i minijaturne ključeve. Dok bi me okivali u lance maksimalno bih raširio ramena i blago odmaknuo ruke od tijela, što bi mi pomagalo u oslobađanju - napisao je.
Neko vrijeme posjedovao je i trgovinu magičarskih potrepština Martinka u New Yorku, ali se nije proslavio kao trgovac. Danima je sjedio u dućanu, dijelio autograme i prodavao svoje knjige, ali ne i mnogo više od toga. Od 1923. do 1924. bio je i predsjednik Američke udruge magičara, ali se na toj funkciji nije dugo zadržao jer ga nitko od kolega nije trpio zato što je bio neopisivo samoljubiv.

### Filmski poslovi
Na vrhuncu slave Houdini je snimio i nekoliko filmova: 1901. je glumio u francuskom filmu "Merveilleux exploits du celebre Houdini a Paris" (Oživotvorena čudesa slavnog Houdinija u Parizu), zatim je u Americi snimio filmski serijal "The Master Mystery" (Majstor misterija) te filmove "The Grim Game" (Grimova igra) 1919. i "Terror Island" (Otok strave) 1920. Nakon toga je ambiciozno osnovao filmsku kompaniju, Houdini Picture Corporation, međutim ni kao glumac, a ni kao producent, nije bio uspješan.

### Povratak iluzionizmu
Zato se nakon holivudske epizode vratio iluzionizmu i nastavio se pred publikom oslobađati lanaca i zatvora. Točke su mu postajale sve teže i opasnije. Bacali bi ga u hladnu rijeku zavezanog u lance u zaključanoj kutiji, publika bi strepila nad njegovim životom, a on bi slavodobitno izronio na površinu nakon što bi otključao sve brave.

### Alternativne teorije o Houdinijevom životu
Iako se trudio objasniti neke svoje trikove, Houdini je, očito, imao više tajni nego što je priznavao. Amerikanci William Kalush i Larry Sloman 2006. godine su objavili njegovu novu biografiju "Secret Life Of Houdini: The Making Of America's First Superhero" (Houdinijev tajni život: Kako je nastao prvi američki superheroj), tvrde da je slavni magičar bio - tajni agent. Uoči Prvog svjetskog rata je, navodno, tijekom turneja po Njemačkoj skupljao vojne informacije i prenosio ih američkim i britanskim vojnim krugovima, a navodno je imao i dobre veze s najvišim američkim policijskim dužnosnicima, kao i s londonskim Scotland Yardom.

## Misteriozna smrt
Umro je 1926., i to 31. listopada, na samu Noć vještica - ona i dalje ne prestaje intrigirati američku javnost. George Hardeen, pranećak "velikog Houdinija", zatražio je, naime, ekshumaciju posmrtnih ostataka slavnog pretka kako bi dokazao da je službena verzija njegove smrti netočna, najvjerojatnije lažirana.
Prema njoj, Houdini je umro zbog upale potrbušnice koju je prouzročilo prsnuće slijepog crijeva zbog udarca. Liječnici danas kažu daje to objašnjenje medicinski besmisleno pa je Hardeen zatražio novu istragu, tvrdeći kako u rukama ima dokaze da su njegovom praujaku mnogi prijetili smrću.
- Mislim da se slučaj mora pobliže istražiti. Njegova je smrt šokirala cijeli svijet pa je zavrijedila da se razjasni - rekao je Hardeen te je unajmio uglednog američkog odvjetnika Josepha Tacopinea koji je za Houdinija zainteresirao dvojicu možda najpoznatijih forenzičara današnjice. Dr. Michael Baden postao je poznat jer je vodio istragu o nasilnoj smrti američkog predsjednika Johna F. Kennedyja te crnačkog borca za građanska prava Martina Luthera Kinga, a njegov kolega, profesor James Starrs, bio je glavni patolog na ispitivanju posmrtnih ostataka revolveraša Jesseja Jamesa i serijskog ubojice Alberta De Salva, poznatijeg po nadimku Bostonski davitelj. Oni su već otkrili nekoliko čudnih detalja koji bacaju sumnju na Houdinijev uzrok smrti. Na primjer, u smrtovnici stoji da se njegovo slijepo crijevo nije nalazilo na desnoj strani kao što je uobičajeno, već na lijevoj, što je krajnje rijetko, a za mišljenje da je upala slijepog crijeva uzrokovana udarcem u trbuh kažu da je - smiješno. Nakon što su pregledali postojeću dokumentaciju dvojica forenzičara se slažu da je njegova smrt u najmanju ruku sumnjiva i nagađaju da je, možda, otrovan arsenom.
Harryja Houdinija je, kaže službena verzija, na nastupu 24. listopada 1926. u kazalištu Garrick u Detroitu, izazvao kanadski student J. Gordon Whitehead: tvrdio je da iluzionist, koji je tada bio na vrhuncu slave, ne može izdržati njegov udarac u trbuh i da su sve priče o Houdinijevu nevjerojatnom pragu boli čista tlapnja. Samouvjereni Houdini, koji se bavio sportom i uvijek rado pokazivao "pločice" na trbuhu, još se nije uspio pripremiti na udarac kad ga je izazivač iznenadio i svom snagom mlatnuo više puta. Veliki Houdini se zgrčio od bola i pao, a tjedan poslije već je bio mrtav.
- Umoran sam od borbe - bile su njegove posljednje riječi. Pokopan je na židovskom groblju Machpelah u New Yorku a da nikada nije otkriveno koliko je na njegovu smrt utjecao udarac, a koliko činjenica što nije otišao liječniku kako mu ne bi zabranili završiti turneju, iako je nekoliko mjeseci patio od bolova u trbuhu i neuobičajenog umora. Mnogi su sumnjali u to da je banalna ozljeda dokrajčila čovjeka koji je cijeli život prkosio smrti i bio u sjajnoj tjelesnoj kondiciji, pa je to odmah raspirilo maštu javnosti. Već nekoliko dana nakon njegove smrti osvanuli su naslovi u mnogim novinama - je li Houdini ubijen?
Po jednoj teoriji, podmetnut mu je otrov, što bi sada trebala otkriti ispitivanja ostataka njegovih kostiju, kose i nokata. Ako to bude potvrđeno, glavni sumnjivci ostat će skupina spiritualista koji su mu, navodno, zdušno željeli smrt jer je ismijavao njihovo dozivanje duhova umrlih i javno ih nazivao prevarantima. Predvodio ih je sir Arthur Conan Doyle, britanski autor krimi-romana poznat i kao tvorac Sherlocka Holmesa.
Houdini i Doyle bili su prijatelji, ali su ih udaljili stavovi o spiritualizmu. Naime, slavni pisac bio je fasciniran tajnovitim i, neki tvrde pod utjecajem svoje supruge, sklon praznovjerju, pa je mislio i da Houdini ima natprirodne moći, što je i opisao u svom djelu "The Edge Of The Unknown" (Na rubu nepoznatog), no Houdini je tvrdio suprotno. Houdini je dolio ulje na vatru kad je 1924. raskrinkao skupinu vidovnjaka koji su lakovjernima uzimali veliki novac za "razgovor s umrlima". Nakon toga mu je Doyle uputio prijeteće pismo u kojem je, među ostalim, napisao: - Dobit ćeš specijalni desert... Mislim da uskoro dolazi dan naplate.
Ipak, Doyle nije glavni osumnjičeni za Houdinijevu smrt, nego bostonska vidovnjakinja Mina Margery Crandon koju je Houdini prokazao kao varalicu. No, i ona i Doyleova supruga nedugo nakon Houdinijeve smrti hvalile su se kako su među prvima izrazile sućut Houdinijevoj neutješnoj majci Ceciliji i ponudile joj pomoć.

## U popularnoj kulturi
Houdini je i nakon smrti ostao slavan. O njemu je snimljeno nekoliko filmova - najpoznatiji je "Houdini" iz 1953., u kojem ga je glumio Tony Curtis, zatim "Veliki Houdini" iz 1976., pa opet "Houdini" iz 1998. Objavljena je i poštanska marka s njegovim likom, prodaju se knjige u kojima se objašnjavaju njegovi trikovi.

## Vanjske poveznice
|  | Zajednički poslužitelj ima stranicu o temi Harry Houdini    |
|  | Zajednički poslužitelj ima još gradiva o temi Harry Houdini |